# Vellezzo Bellini
Vellezzo Bellini ist eine norditalienische Gemeinde (comune) mit 3468 Einwohnern (Stand 31. Dezember 2023) in der Provinz Pavia in der Lombardei. Die Gemeinde liegt etwa 10 Kilometer nordnordwestlich von Pavia am Roggia Mischia.

## Geschichte
Urkundlich erwähnt wird der Ort erstmals 1116 in einem Dokument Paschalis II.
1872 wurden die damals noch eigenständigen Gemeinden Giovenzano und Origioso als Ortsteile eingemeindet.

## Verkehr
Die frühere Strada Statale 35 dei Giovi (heute eine Regionalstraße) von Genua nach Como-Ponte Chiasso begrenzt die Gemeinde im Osten.